# Viaggio al termine della notte
Viaggio al termine della notte (Voyage au bout de la nuit) è il primo romanzo di Louis-Ferdinand Céline, pubblicato nel 1932.

## Trama
L'opera, a sfondo autobiografico come tutti i romanzi di Céline, segue le vicende di Ferdinand Bardamu. Giovane milite nella prima guerra mondiale, si reca poi nell'Africa coloniale, dove si rende conto di persona del modus operandi dei colonizzatori francesi, e negli Stati Uniti del primo dopoguerra, dove testimonia i prodromi del fordismo e della società di massa. Nella seconda metà dell'opera ritorna in Francia, dove diventa medico e apre uno studio in un degradato sobborgo di Parigi (la fittizia La Garenne-Rancy), per poi finire a lavorare presso un istituto di igiene mentale. I disparati elementi del romanzo sono tra loro connessi dai ricorrenti incontri con Léon Robinson, un personaggio sventurato non meno che ambiguo, la cui esperienza è per certi versi parallela a quella di Bardamu.

## Contenuto
Come il titolo stesso suggerisce, Voyage au bout de la nuit è un cupo, nichilistico romanzo in cui si mescolano misantropia e cinismo. 
Il titolo deriva da una strofa di una canzone cantata dall'ufficiale svizzero Thomas Legler: «Notre vie est un voyage / Dans l'Hiver et dans la Nuit /Nous cherchons notre passage / Dans le Ciel où rien ne luit» (La nostra vita è un viaggio / in Inverno e nella Notte / noi cerchiamo il nostro passaggio / in un Cielo senza luce»), posta a esergo del romanzo; Céline definisce Legler come capo delle guardie svizzere di Luigi XVI durante l'assalto alle Tuileries (1792) al tempo della rivoluzione francese; in realtà, Legler era nato nel 1782 e cantò quella canzone (frutto della musica di Friedrich Wilke e del testo di Karl Ludwig Giesecke, datata erroneamente da Céline al 1793, mentre era al servizio di Napoleone Bonaparte come guardia svizzera, durante la battaglia della Beresina del 1812 (il titolo è Beresinalied, "Canto della Beresina": Unser Leben gleicht der Reise / Eines Wandres in der Nacht / Jeder hat in seinem Gleise / Etwas, das ihm Kummer macht - La nostra vita è come un viaggio / di un viandante nella notte / ognuno ha nel suo cammino / qualcosa che gli dà pena). 

Céline esprime un pessimismo pressoché inconsolabile sulla natura umana, sulle istituzioni umane, sulla società e sulla vita in generale. Verso la fine del libro, il narratore Bardamu, che sta lavorando in un manicomio, sottolinea:
(Voyage au bout de la nuit - Paris: Folio plus classiques, 2006, p. 442; Viaggio al termine della notte. Romanzo, traduzione e note di Ernesto Ferrero, Collana Scrittori di tutto il mondo, Milano, Corbaccio,  p. 459.)

## Stile

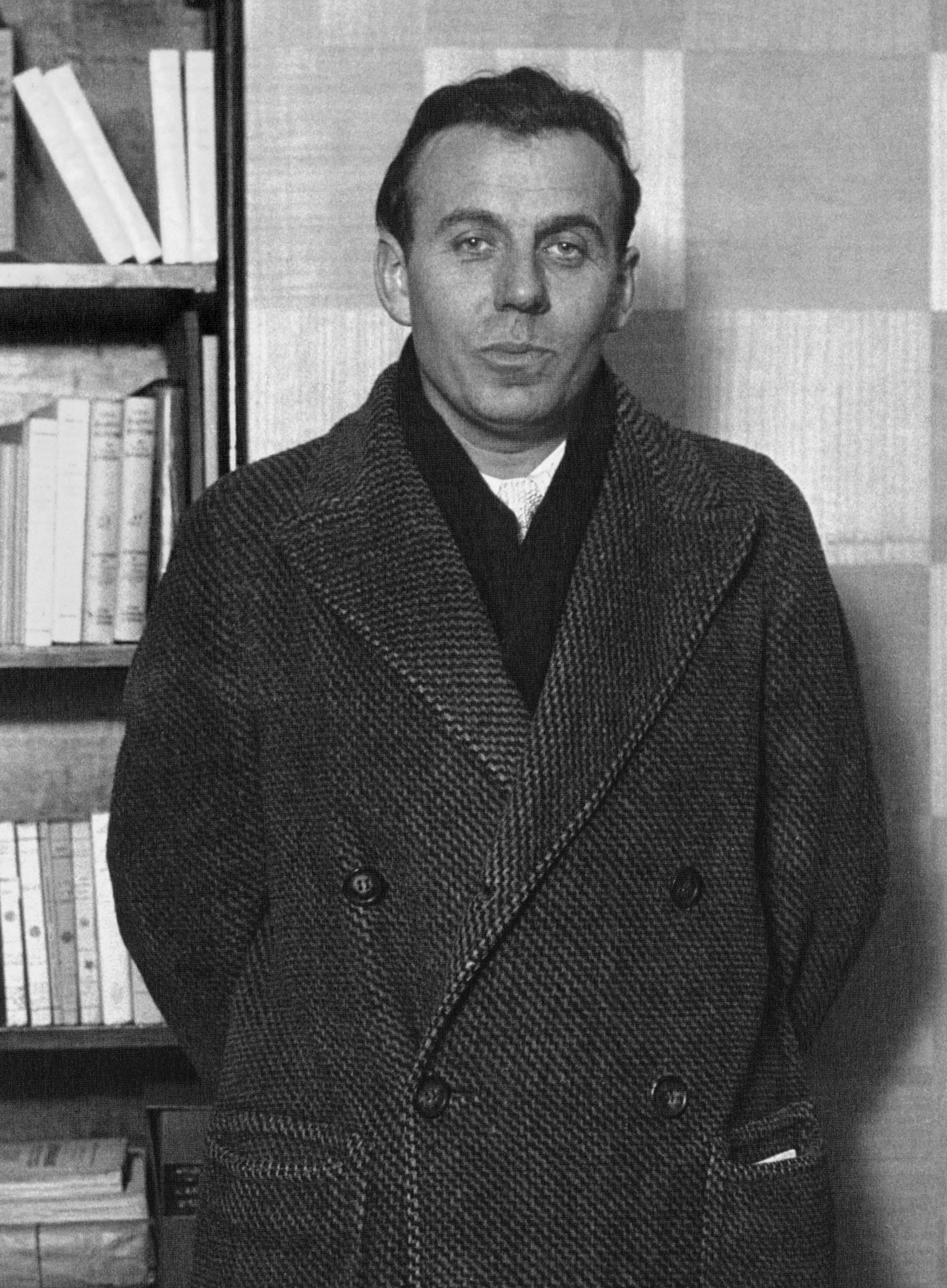
Céline fotografato l'anno di uscita del romanzo (1932)

Da un punto di vista letterario, il primo romanzo di Céline è notevole per un nuovo stile che sembra riflettere il carattere dei discutibili protagonisti e che avrebbe esercitato una considerevole influenza sulla letteratura francese successiva. Céline fa ampio uso di ellissi, iperboli e parole gergali. L'opera godette di successo popolare e una larga approvazione da parte della critica quando fu pubblicata, nell'ottobre del 1932, tanto che Albert Thibaudet, forse il più grande critico francese di quegli anni, disse che nel gennaio del 1933 il romanzo di Céline era un comune argomento di conversazione serale. Anche Simone de Beauvoir racconta che in quell'inverno 1932-33 lei e Sartre impararono a memoria interi brani del romanzo, e che Sartre ne aveva fatto un modello. Un'ammirazione che si trasformò in condanna alla fine della guerra, nell'articolo Portrait de l'antisémite (Ritratto dell'antisemita) su Les Temps Modernes del dicembre 1945, dichiarando, tra l'altro, che l'autore del Voyage si era venduto ai nazisti.

## Storia editoriale
Il romanzo, che l'autore volle dedicare a Elizabeth Craig, ballerina statunitense di cui era innamorato e con la quale ebbe una storia intensa e travagliata, venne mandato a Gallimard e a Robert Denoël. I lettori del primo editore esitarono. Benjamin Crémieux scrisse in una nota: "Romanzo comunista contenente episodi di guerra raccontati molto bene. Scritto in francese argotico un poco esasperante, ma in generale con molta verve. Bisognerebbe tagliarlo." Il secondo editore invece reagì subito con entusiasmo, ma Céline aveva mandato il dattiloscritto senza mettere il proprio indirizzo e Denoël non sapeva a chi rivolgersi per rintracciare l'autore. Contattò allora l'ufficio della dattilografa che aveva messo il proprio timbro sulla busta. Riuscì a trovare l'autore e gli fece firmare un contratto al limite della legalità: verrà infatti pagata la sua percentuale solo a partire dalle 4 000 copie vendute. Céline accettò ma impose che non venisse cambiata una sola sillaba di quel che aveva scritto.
Ufficialmente il libro uscì il 17 ottobre 1932, ma qualche copia era già stata distribuita ai possibili recensori. All'inizio ne vennero stampate 3 000 copie. Nessuno poteva immaginare che da allora non sarebbe più uscito di stampa né che il titolo sarebbe passato a Gallimard, che aveva esitato. Intanto, l'anno della pubblicazione venne mandato al Premio Goncourt, ma non vinse.
L'opera è stata tradotta in italiano nel 1933 da Alex Alexis (pseudonimo di Luigi Alessio), collaboratore di Gian Dàuli (pseudonimo di Giuseppe Ugo Nalato), direttore editoriale della Corbaccio. Dopo molte ristampe, la stessa casa editrice, che ha assunto a volte negli anni anche il nome Dall'Oglio, l'ha ripubblicata nel 1992 in nuova traduzione, con note e postfazione di Ernesto Ferrero.
Nel 2014 la casa editrice Les Éditions des Saintes Pères ha pubblicato, in copie limitate, il manoscritto del Voyage, che era scomparso nel 1943, e che era stato acquistato dalla Biblioteca nazionale di Francia nel 2001. Nel manoscritto non comparivano né la dedica a Elizabeth Craig, né la prima parte dell'esergo, la canzone delle guardie svizzere. Inoltre, si scopre che l'incipit, originariamente, non era Ça a débuté comme ça, bensì Ça a commencé comme ça. Ma l'aspetto più interessante è costituito dal cambiamento di prospettiva dell'"io narrante". Inizialmente non si trattava di Bardamu, bensì di Arthur Ganate, l'amico conformista di Bardamu, incontrato all'inizio del romanzo..

## Personaggi principali
- Ferdinand Bardamu, narratore e protagonista, che può impersonare l'autore stesso. Il suo cognome risulta dall'unione delle parole francesi "Barda" (equipaggiamento militare in argot) e "mu" (mosso, participio passato del verbo "mouvoir", muovere). Nel romanzo gli eventi inducono Bardamu ad abbandonare il suo "bagaglio etico" tradizionale e l'ottimismo iniziale.[9]
- Arthur Ganate, amico di Bardamu col quale prende inizio la narrazione del romanzo.
- Léon Robinson, antieroe per eccellenza e simbolicamente coscienza di Bardamu, incontrato a più riprese, decisive, nel corso del romanzo.
- Lola, infermiera statunitense conosciuta a Parigi (prima amante di Bardamu) e ritrovata a Manhattan.
- Musyne, violinista (seconda amante di Bardamu).
- Molly, prostituta statunitense incontrata a Detroit (terza amante di Bardamu) e unico personaggio del tutto positivo dell'opera.
- Sophie, infermiera slovacca presso la clinica del dottor Baryton (quarta amante di Bardamu).
- Tenente Grappa, amministratore francese in Africa, in aperta antipatia con Alcide.
- Alcide, colonizzatore francese agli ordini del tenente Grappa col quale ha un'antipatia reciproca. È il secondo personaggio positivo dell'opera.
- Madelon, promessa sposa di Robinson.
- Madame Henrouille, anziana suocera incartapecorita, soffre di manie di persecuzione e perciò vive isolata dalla propria famiglia.
- Signor Henrouille, figlio della precedente, che, d'accordo con la moglie, chiede a Robinson di uccidere la madre.
- Bébert, ragazzetto incontrato in periferia durante la professione di medico.
- Zia di Bébert, portinaia di Bardamu in periferia.
- Roger Puta, vecchio datore di lavoro di Robinson e Bardamu.
- Dottor Baryton, direttore della clinica psichiatrica.
- Parapine, medico, conoscente di Bardamu.
- Comandante Pinçon, personaggio controverso destinatario di molteplici tirate polemiche di Bardamu in guerra.

## Influenze
- Kurt Vonnegut citò il Viaggio come una delle sue influenze nel Palm Sunday, e le disavventure di Bardamu sembrano aver avuto influenza anche sull'opera Comma 22 di Joseph Heller.
- Charles Bukowski fa riferimento al Viaggio in alcuni dei suoi romanzi e brevi storie e impiega le tecniche di prosa mutuate da Céline. Bukowski aveva un'altissima considerazione di Céline ("Céline è il più grande scrittore degli ultimi duemila anni", si legge in Compagno di sbronze), e lo cita in altre due opere (Hollywood, Hollywood! e Donne) dove, all'interno di un'intervista riportata nell'opera, si legge:

" - perché ti piace Céline?

- perché si è tolto fuori le viscere e ci ha riso sopra. Un uomo molto coraggioso.

- perché è importante il coraggio?

- è una questione di stile. L'unica cosa che ci è rimasta."
- Giorgio Gaber e Sandro Luporini hanno citato il Viaggio in diversi monologhi e canzoni contenuti nei loro spettacoli e nelle registrazioni degli stessi:

Nel monologo La dentiera (Far finta di essere sani, 1973) viene citato un intero capitolo del libro, dedicato alla morte del signor Henrouille (Corbaccio, 2000, pp. 408–414).
Nella canzone La strada (Anche per oggi non si vola, 1974) compaiono alcuni passaggi del libro:
"Val mica la pena agitarsi, aspettare basta, dal momento che tutto deve finire per passarci, nella strada. Quella sola conta in fondo. [...] Nelle case, niente di buono. Quando una porta si chiude dietro un uomo, lui comincia sùbito a puzzare [...]. ...conosco per esempio un farmacista, avenue de Saint-Ouen, cha un bel manifesto in vetrina, una bella réclame: Tre franchi la scatola per purgare tutta la famiglia! Un affare! Giù rutti! Si fa tutto insieme, in famiglia." (p. 394)
Anche la canzone La festa (Polli di allevamento 1978) è ricca di citazioni del Viaggio. Questi i passaggi del libro:
"È la musica meccanica che viene giù dai cavalli di legno, dalle automobiline che non lo sono, dalle montagne che non sono russe..." (p. 344)

"Però loro andavano avanti le cocche. Non avevano l'aria di capire tutta la mala azione jellatoria ai nostri danni che metteva in moto la loro canzone... Si lamentavano di tutta la loro vita sgambettando, ridendo, a tempo giusto..." (p. 400)

"Nessuno in fondo le resiste alla musica. Non hai niente da fare col tuo cuore, lo regali volentieri. Bisogna sentire in fondo a ogni musica l'aria senza note, fatta per noi, l'aria della Morte." (p. 330)

"Mai si davano per vinti, mai sembravano essere stati tanto felici. Certi arrivavano al delirio. Bisognava strapparli ai loro disastri. Gli avessero dato la morte in premio per venti soldi si sarebbero precipitati su quell'aggeggio." (p. 345)
e questi alcuni versi tratti dalla canzone:
"Oppure in una fiera

felici come si ringiovanisse
 
coi pesciolini rossi

e con le solite montagne

che non sono russe

............

La musica da ballo

è l'unico linguaggio che riunisce il mondo
 
c'è chi ci gode smisuratamente

e c'è chi si lamenta della vita

sgambettando

E oltre le note si avverte
 
il senso dell'aria senza note

che è l'aria della morte.

............

gli si potrebbe dare in premio
 
un bel barattolo di merda
 
per duemila lire.

E senza esitare un momento
 
sarebbero pronti a scannarsi

per quel divertimento.

Son proprio deficienti gli uomini
 
ormai son proprio devastati

non riesci più a strapparli alla loro idiozia
 
ci sono incollati."
- Una parte della citazione introduttiva di Viaggio al termine della notte è stata usata come "epigrafe" del film La grande bellezza di Paolo Sorrentino: «Il viaggio che ci è dato è interamente immaginario: ecco la sua forza, va dalla vita alla morte. Uomini, bestie, città e cose: è tutto inventato».
- Al romanzo è ispirata la canzone Bardamù di Vinicio Capossela, dall'album Canzoni a manovella.
- Il romanzo ha ispirato la canzone Pablo de Il Teatro degli Orrori, dall'album Il mondo nuovo, dove viene raccontata la storia del militare Alcide che Bardamu incontra nell'Africa coloniale. Il testo della canzone riprende proprio alcune frasi tratte dal romanzo, e racconta appunto la storia di Alcide, che nella canzone viene chiamato Pablo, che offre tutti i suoi averi a sua nipote rimasta orfana, che non ha mai conosciuto.

## Edizioni italiane
- Viaggio al termine della notte. Romanzo, Traduzione dal francese di Alex Alexis (pseudonimo di Luigi Alessio), Collana Scrittori di tutto il mondo n. 31, Milano, Corbaccio, 1933 (1982).
  - Collana I David n. 33, Dall'Oglio, 1966
  - Collana I Corvi n. 224. Sezione scarlatta n. 43, Dall'Oglio, 1988 (1990) ISBN 88-7718-629-1.
- Viaggio al termine della notte. Romanzo, traduzione e note di Ernesto Ferrero, Collana Scrittori di tutto il mondo, Milano, Corbaccio, 1992, ISBN 88-7972-017-1. 21ª ed., 2011, ISBN 978-88-7972-017-5.
  - Collana La Biblioteca di Repubblica. Novecento n. 54, Gruppo L'Espresso, Roma 2002 ISBN 84-96075-78-8.
  - Collana TeaDue n. 1036, TEA, Milano 2002 ISBN 88-502-0301-2
  - Collana I grandi scrittori, Corbaccio, Milano 2011 ISBN 978-88-6380-172-9.